# Margrieta Wever
Margrieta Ivanišević, geboortenaam Wever, (Gouda, 15 mei 1978) is een Nederlands model, mannequin en schrijfster.

## Ontdekking
Tijdens de Megafestatie in 1995 werd Margrieta door een medewerker van het modellenbureau Elite aangesproken of ze model wilde worden. In datzelfde jaar nam zij deel aan de Elite Model Look voor Nederland en bemachtigde de tweede plaats in de finale.

## Opleiding
Margrieta groeide op in Gouda. Na havo en vwo te hebben gedaan verhuisde ze op haar negentiende naar Rotterdam om daar een lerarenopleiding tekenen en handvaardigheid te gaan doen aan de Hogeschool Rotterdam en Omstreken. In haar eerste jaar kreeg zij steeds meer modellenwerk en gaf haar studie op om internationaal als model te gaan werken.

## Portfolio
Margrieta werkte in Parijs, Milaan, Sydney, Kaapstad, Miami, en New York voor klanten zoals Amici, Betty Barclay, Daniel Hechter, Douglas, Escada, Frederic Fekkai, Hunkemöller, Max Mara, Mexx, Ripley, River Woods, Rodenstock, Swarovski, s.Oliver, Woolford. Ook verschillende tijdschriften zoals Cosmo, Elle, Fit for Fun, Gala, Glamour, Madame, Madame Figaro, Nouveau, Shape, Woman.
Zij was tevens te zien in reclamespotjes voor C&A, Braun, Bvlgari, Verkade en Mon Chéri.
In 2000 en 2001 toonde de Duitse televisiezender PRO7 meerdere reportages met Margrieta.

## Privé
In 2005 trouwde zij met Porin Ivanišević (Margrieta behield als model haar geboortenaam), in april 2006 werd hun zoontje Leonard geboren. In datzelfde jaar begon zij een studie aan de Kunstacademie in München. In augustus 2008 volgde een tweede zoontje, Magnus.
Margrieta woont in München.